# Zuster van de duisternis
Zuster van de duisternis (Faith of the Fallen) is een fantasyboek van de Amerikaanse schrijver Terry Goodkind. Het is het zesde boek uit de reeks De wetten van de magie. Dit deel gaat verder waar het vorige geëindigd is.

## Samenvatting van het boek
Richard heeft Cara en een gewonde Kahlan meegenomen in de bergen van Westland, in de buurt van zijn thuis. Op het einde van Ziel van het Vuur vindt Richard dat de mensen moeten bewijzen dat ze de vrijheid waardig zijn. Totdat moment kan hij niet winnen tegen keizer Jagang. Door deze gedachtegang isoleert Richard zichzelf in de bossen en bergen van Westland, zodat Kahlan tijd heeft om op een rustige manier te genezen. Verder weigert hij nog instructies te geven aan het D’Haraanse leger. Hij zegt dat het gevecht tegen de Imperiale Orde gedoemd tot mislukken is en dat verder verzet enkel zal eindigen in nog meer doden.
Nadat Kahlan een opmerkelijk herstel doorgemaakt heeft, krijgen Cara, Kahlan en Richard te maken met Nicci, een Zuster van de Duisternis, die nog een van Richards instructrices was in het Paleis van de Profeten. Zij geeft een mooi beeld van de doelstellingen die de Imperiale Orde en Jagang werkelijk hebben. Nicci gelooft volledig in deze doelstellingen van de Orde, “om iedereen in het leven gelijk te maken, met geen persoon die meer verdiend is dan een ander.
Nicci slaagt erin Richard gevangen te nemen. Dit doet ze door een magische band te smeden die haar leven met dat van Kahlan verbindt, zodat zij Kahlan op elk moment kan doden. Alles wat er gebeurt met Nicci, gebeurt ook met Kahlan. Door deze situatie kiest Richard voor het leven van Kahlan boven dat van hem en wordt zo gedwongen met Nicci naar de oude wereld te gaan. Hij moet echter Kahlan, Cara en het Zwaard van de waarheid achterlaten. Kahlan en Cara zullen zich later bij het D’Haraanse leger voegen.
Kahlan en Cara vertrekken kort na Richard, die liever had gehad dat zij in de bossen bleven, op zoek naar Zedd en zuster Verna. Wanneer Kahlan in het kamp van de gecombineerde legers, van D’Hara en het middenland, aankomt, neemt zij het bevel over van het leger in een wanhopige poging om de Orde een halt toe te roepen in de Nieuwe wereld.
Terwijl Kahlan en Richards vrienden oorlog aan het voeren zijn in de Nieuwe wereld, wordt Richard tewerkgesteld in de hoofdstad van de Oude Wereld, Altur’Rang. Hij werkte er eerst als een leverancier van staal en hout en later als een beeldhouwer bij het nieuwe paleis dat gebouwd wordt voor de orde. Nicci leert Richard over de armoede in de Oude Wereld en vertelt regelmatig dat het Richards plicht is om ervoor te zorgen dat iedereen iets krijgt. Ze verwacht dat Richard niet alleen de pijn van de armen ziet, maar de pijn zelf voelt. Ze doet dit in de hoop dat Richard overloopt naar de Imperiale Orde.
Het tegenovergesteld gebeurt echter. Nicci begint zachtjes aan te beseffen dat de Orde eigenlijk voor Slavernij staat. Ze ziet dat Richard anderen helpt en hen toont dat iemand trots kan zijn op zijn werk, op zichzelf en op zijn omgeving. De mensen rond Richard beginnen zijn werk op te merken en vinden al gauw hen eigen doelen in het leven. Doelen die ze kunnen opbouwen om hun leven te verbeteren. Al gauw veranderen de mensen rond Richard hun levens en hun uiterlijk in positieve zin.
Richard wordt bevolen om een beeld te maken dat aan de ingang van het nieuwe paleis zal staan. Broeder Narev, de zelfverklaarde geestelijke leider van de Orde, geeft hem een afdruk van het beeld dat hij moet maken. Het is een beeld van minachting voor het leven en alle pijn die er in het leven is. Wanneer Richard het beeld ziet, walgt hij zo hard, dat hij aanvankelijk niet weet wat te doen. Na een nacht te slapen, krijgt hij het idee om een ander beeld te maken, maar dan een dat hij zelf gekozen heeft. Richard werkt elke nacht, want hij moet ook zijn gewone baan verder blijven doen, verder aan het standbeeld, waarin hij zijn opvatting van het leven geeft. Hij beeldt in wit marmer de menselijke natuur uit en laat het beeld pas zien tijdens de ceremonie op het paleis. Verschillende mensen vallen op hun knieën door het inspirerend wonder dat ze zien. Het beeld bestaat uit twee personen die duidelijk hun trots in de menselijkheid laten zien, dat ze iedereen die er naar kijkt diep beroeren. De titel van het beeld is: ‘LEVEN’. Door de shock en de verbazing lokt het beeld duizenden mensen. Iedereen wil het beeld zien, dat de echte schoonheid van het leven laat zien.
Wanneer broeder Narev aankomt bij het beeld, beveelt hij aan Richard het beeld te vernietigen. Richard neemt de hamer op, wijst eerst in de richting van het volk en vertelt hen dat de Orde enkel het mooie wil vernietigen, de mensheid tot slavernij wil dwingen onder de doctrine van geloof zonder gesteund te zijn door de echte waarden van het leven. Daarna slaat hij met zijn hamer het beeld in een keer stuk. De mensen zijn gechoqueerd wanneer ze dit zien. Onmiddellijk daarna komen zij in opstand en roepen dat de Orde hen niet langer als slaven kan houden. Ze vallen aan en Altur’Rang valt in de handen van de rebellen.
Na verschillende veldslagen gevochten te hebben tegen de Imperiale Orde, de trouw van Verna en de tovenaar Warren gezien te hebben, alsook de dood van Warren, vertrekken Cara en Kahlan om Richard te zoeken. Op het moment dat zij Altur’Rang binnenkomen, zien zij het perfecte beeld van Richard. Als de rebellie dan begint, ziet Kahlan Richard vechten tussen het volk. Met een zwaard van een gevallen Orde soldaat, loopt Richard naar Kahlan toe op het moment dat hij haar in het oog krijgt. Daarmee trekt hij, ongewild, Kahlan mee in de hitte van de strijd. Wanneer ze ondergronds de strijd verder uitvechten, ziet Kahlan amper tegen wie ze vecht. Met de bewegingen die Richard Kahlan eerder leerde, verslaat Kahlan Richard met een dodelijke steek. En pas op dat moment beseft zij dat Richard degene was die zij doorstoken heeft. Richard besefte dat dit de enige manier was om Nicci te dwingen om een keuze te maken: zijn leven redden en daarmee de band met Kahlan ongedaan maken, of verder leven in slavernij.
Doordat Nicci het perfecte beeld van Richard gezien had en had lang daarvoor haar keuze al gemaakt: haar leven zelf te leven. Ze was al van plan om de fouten die ze gemaakt had zo goed mogelijk te herstellen, waarmee ze trouw zweert aan de man die haar leven terug aan haar gaf. Nicci verwijdert de band tussen haar en Kahlan en heelt Richard juist op tijd. Altur’Rang is vrij van de Imperiale Orde. De mensen zijn vastbesloten het systeem van de slavernij niet meer te gehoorzamen.